# باني أوستن
باني أوستن (بالإنجليزية: Bunny Austin)‏ مواليد 20 أغسطس 1906 في لندن - الوفاة 20 أغسطس 2000 في لندن، إنجلترا، كان لاعب كرة مضرب إنجليزي بدأ مسيرته كمحترف سنة 1926 وكان يلعب باليد اليمنى، اعتزل اللعب في 1939. أعلى تصنيف له في الفردي كان المركز الـ 2 في سنة 1931.

## النهائيات

### الفردي (الوصافة 3)
| الحصيلة | السنة | البطولة                  | المنافس في النهائي | النتيجة في النهائي |
| ------- | ----- | ------------------------ | ------------------ | ------------------ |
| الوصافة | 1932  | بطولة ويمبلدون           | إلسورث فاينز       | 4–6, 2–6, 0–6      |
| الوصافة | 1937  | دورة رولان غاروس الدولية | هينر هنكل          | 1–6, 4–6, 3–6      |
| الوصافة | 1938  | بطولة ويمبلدون           | دون بادج           | 1–6, 0–6, 3–6      |

### الزوجي المختلط (الوصافة 3)
| الحصيلة | السنة | البطولة           | الشريك              | المنافس في النهائي          | النتيجة في النهائي |
| ------- | ----- | ----------------- | ------------------- | --------------------------- | ------------------ |
| الوصافة | 1929  | البطولة الأمريكية | فيليس كوفيل         | بيتي ناتال جورج لوت         | 3–6, 3–6           |
| الوصافة | 1931  | البطولة الفرنسية  | دوروثي شيبارد بارون | بيتي ناتال باتريك سبنس      | 3–6, 7–5, 3–6      |
| الوصافة | 1934  | ويمبلدون          | دوروثي شيبارد بارون | دوروثي راوند تاتسويوشي ميكي | 6–3, 4–6, 0–6      |

## روابط خارجية
- باني أوستن على موقع رابطة محترفي التنس (الإنجليزية)
- باني أوستن على موقع الاتحاد الدولي لكرة المضرب (الإنجليزية)
- باني أوستن على موقع كأس ديفيز (الإنجليزية)
- باني أوستن على موقع قاعة مشاهير كرة المضرب الدولية (الإنجليزية)
- باني أوستن على موقع خلاصة التنس.كوم (الإنجليزية)